# Outsana Dao
Outsana Dao (ur. 1 czerwca 1960) – laotański bokser wagi półśredniej, olimpijczyk.
Na turnieju przedolimpijskim w Moskwie w 1979 roku odpadł w 1/8 finału, przegrywając na punkty z Tunezyjczykiem Abdesatem Bahrim. Wystąpił także na Letnich Igrzyskach Olimpijskich 1980. W 1/16 finału zmierzył się z Brytyjczykiem Joeyem Frostem, z którym przegrał przez nokaut w pierwszej rundzie. 